# Hércules CF
Hércules Club de Fútbol är en spansk fotbollsklubb i Alicante. Klubben spelar i Segunda División B. Hemmamatcherna spelas på Estadio José Rico Pérez som har en kapacitet på cirka 30 000.